# Jean-Paul Bruwier
Jean-Paul Bruwier, född 18 februari 1971, är en friidrottare från Belgien. Han deltog vid olympiska sommarspelen 1996.